# Just 5 Guys
Just 4 Guys（ジャスト・フォー・ガイズ）は、新日本プロレスで活動していたプロレスラーのユニットである。略称はJ4G。所属メンバーの人数によってユニット名の数字部分が変わる。

## 略歴

### 2023年
1月5日、大田区総合体育館大会で昨年末に鈴木軍を解散したばかりのTAKAみちのく、タイチ、金丸義信、DOUKIが新日本プロレスの頂点を目指すとして結成。ユニット名はただの4人組として、Just 4 Guysとし、最初の標的をUNITED EMPIREとした。
2月4日、北海道・北海道立総合体育センター 北海きたえーる大会でタイチがウィル・オスプレイとのシングルマッチに敗戦。同日DOUKIと金丸がIWGPジュニアタッグ王座に挑戦するも、敗戦した。
3月17日、後楽園ホール大会にて、NEW JAPAN CUP2回戦で内藤哲也との同門対決に勝利したSANADAがロス・インゴベルナブレス・デ・ハポンを脱退し加入。5人組となった為、ユニット名をJust 5 Guysに改めた。
3月21日、アオーレ長岡大会にて、NEW JAPAN CUP決勝戦でSANADAがデビッド・フィンレーを下しNEW JAPAN CUPを初制覇。
4月8日、両国国技館大会にて、SANADAがオカダ・カズチカの所持するIWGP世界ヘビー級王座に挑戦し勝利。同王座を初戴冠した（第7代王者）。
4月29日、西原商会アリーナ大会にて、タイチが鷹木信悟の保持するKOPW2023に挑戦し勝利。第2代保持者となった。
9月24日、神戸ワールド記念ホール大会にて、タイチがKOPW2023争奪戦『時間無制限セコンド手錠拘束マッチ』で挑戦者のSHOと対戦した際に、怪我により欠場中の筈であった金丸がリングに乱入。当初はタイチのピンチに怪我をおして駆け付けたものと思われたが、ウィスキーミストをタイチに噴射しSHOの勝利をアシスト。その場でJ5Gを裏切って、HOUSE OF TORTURE入り。金丸の離脱により4人組となったためJust 4 Guysに戻った。
10月9日、両国国技館大会にて、試合前から"X"と予告されていた新メンバーとして、インパクト・レスリングへ海外遠征していた上村優也が加入したため、ユニット名を再びJust 5 Guysに変更。
11月7日、山形ビッグウイング大会にて、タイチがSHOの保持するKOPW2023に挑戦し勝利。第4代保持者となった。
12月21日、後楽園ホール大会にて、タイチがKOPW2023争奪戦を行い挑戦者の金丸に勝利。KOPW2023年間覇者となった。

### 2024年
4月27日、広島サンプラザホール大会にて、上村がグレート-O-カーンの保持するKOPW2024に挑戦し勝利。第3代保持者となった。
7月5日、東京武道館大会にて、DOUKIがエル・デスペラードの所持するIWGPジュニアヘビー級王座に挑戦し勝利。同王座を初戴冠した（第97代王者）。
8月10日、ゼビオアリーナ仙台大会にて上村が負傷（全治6ヶ月の上腕三頭筋断裂）し、復帰時期未定の欠場となった。
11月4日、大阪府立体育会館（エディオンアリーナ大阪）大会にて、IWGP GLOBALヘビー級王座に挑戦したタイチの試合中にSANADAが介入、デビッド・フィンレーの王座防衛をアシスト。試合後、SANADAはフィンレー率いるBULLET CLUB WAR DOGSへ加入し、これにより3回目のJust 4 Guysへの変更を余儀なくされた。

### 2025年
1月4日、東京ドーム大会にて、DOUKIがIWGPジュニアヘビー級王座を賭け、エル・デスペラードと対戦するも、試合中に左腕を負傷してレフェリーストップで王座陥落。その後、長期欠場に入った。
2月11日、大阪府立体育会館（エディオンアリーナ大阪）にてタイチが因縁のSANADAとの一騎打ちに挑むも、急所蹴りからのデッドフォールでピンフォール負けを喫した。試合後、暴行を受けるタイチを欠場中だった上村優也が救出し、復帰を宣言した。
3月17日、福島大会のバックステージにて、本隊の棚橋弘至が現れ、「BULLET CLUBの反則、介入で、離れていくファンを失う方が、新日本にとっては問題」としてJ4Gに共闘を呼びかけた。
3月20日、長岡大会でのBULLET CLUBとの6人タッグマッチ終了後、尚も攻撃を加えられていた所、本隊の棚橋、石井智宏、YOSHI-HASHI、エル・デスペラードが救出。その後、4人はそれぞれ握手を交し、J4Gと本隊の共闘関係が決定的なものとなった。
5月6日、後楽園ホールにて、J4G結成後では初となるTAKAとタイチの主催興行「TAKATAICHI MANIA IV」を開催。タイチはタッグ戦でDDTプロレスリングの秋山準と、TAKAはメインのシングル戦で棚橋と戦った。エンディングでは欠場中のDOUKIも登場し、復帰まではもう少し時間がかかるも順調に腕が回復していることを報告した。
6月15日、大阪城ホール大会にてタイチが石井智宏とのタッグでカラム・ニューマン、グレート-O-カーン組が所持するIWGPタッグ王座を奪取。しかし、欠場から電撃復帰したDOUKIが、負傷したと主張する金丸義信の代打として、J4Gを裏切る形でHOUSE OF TORTUREに加入した。これにより、上村がタイチに本隊加入を提案し、タイチも承諾。翌日、Xにてタイチがユニットの活動終了を明言し、Just 4 Guysは解散となった。
7月20日、北海道・北海道立総合体育センター 北海きたえーる大会での「G1 CLIMAX 35」Aブロック公式戦にて、元J4Gのタイチと上村が対戦。タイチがブラックメフィストで勝利を納めた。試合後には、タイチが「(Just)5 Guys、4 Guys、いろいろあったけど、俺らやってきたこと間違いじゃなかった」と胸の内を明かし、「Just 5 Guysのケジメ」として最後となるJust 5 Guysのテーマ曲を要求。同曲が流れる中、タイチはファンと触れ合いながら退場した。

## 最終メンバー（解散時）
- TAKAみちのく（結成 - 2025年6月15日）
- タイチ（結成 - 2025年6月15日）
- 上村優也（2023年10月9日 - 2025年6月15日）

## サポートメンバー
- なつぽい（COSMIC ANGELS）（2024年11月17日 - 2025年6月15日）

## 元サポートメンバー
- 中野たむ（COSMIC ANGELS）（2024年11月17日 - 2025年4月27日）

## 元メンバー
- 金丸義信（結成 - 2023年9月24日 脱退）（HOUSE OF TORTUREに加入）
- SANADA（2023年3月17日 - 2024年11月4日（WAR DOGSに加入）（WAR DOGS 脱退）（HOUSE OF TORTUREに加入）
- DOUKI（結成 ｰ 2025年6月15日 脱退）（HOUSE OF TORTUREに加入）

## タイトル歴
タイチ
- KOPW2023（第2・4代）

上村優也
- KOPW2024（第3代）